# NBA 25-års Jubilæumshold
NBA 25-års Jubilæumshold var en liste af de 10 bedste spillere i NBA-ligaens historie, som blev valgt i 1971 for at fejre ligaens 25 års jubilæum.
25 spillere blev nomineret, hvorfra et panel bestående af eksperter og NBA personligheder valgte de 10 spillere, som bestod af 2 center, 4 forwards og 4 guards. Kun pensionerede spillere blev nomineret til prisen, til forskel fra senere jubilæumslister, hvor at både aktive og pensionerede spiller var inkluderet.
Det var første gang, at ligaen lavet en sådan jubilæumsliste. Senere lister er blevet lavet ved ligaens 35-, 50- og 75-års jubilæum.

## Listen
| All-Star | Angiver antal gange spilleren er blevet udtaget til All-Star kampen                   | Angiver antal gange spilleren er blevet udtaget til All-Star kampen                   | Angiver antal gange spilleren er blevet udtaget til All-Star kampen                   | Angiver antal gange spilleren er blevet udtaget til All-Star kampen                   | Angiver antal gange spilleren er blevet udtaget til All-Star kampen                   |
| All-NBA  | Angiver antal gange spilleren er blevet valgt til et All-NBA hold.                    | Angiver antal gange spilleren er blevet valgt til et All-NBA hold.                    | Angiver antal gange spilleren er blevet valgt til et All-NBA hold.                    | Angiver antal gange spilleren er blevet valgt til et All-NBA hold.                    | Angiver antal gange spilleren er blevet valgt til et All-NBA hold.                    |
| HoF      | Angiver hvilket år spilleren blev indsat i Naismith Memorial Basketball Hall of Fame. | Angiver hvilket år spilleren blev indsat i Naismith Memorial Basketball Hall of Fame. | Angiver hvilket år spilleren blev indsat i Naismith Memorial Basketball Hall of Fame. | Angiver hvilket år spilleren blev indsat i Naismith Memorial Basketball Hall of Fame. | Angiver hvilket år spilleren blev indsat i Naismith Memorial Basketball Hall of Fame. |
| G        | Guard                                                                                 | F                                                                                     | Forward                                                                               | C                                                                                     | Center                                                                                |
| Pos      | Position                                                                              | Pts                                                                                   | Point                                                                                 | Reb                                                                                   | Rebounds                                                                              |
| Ast      | Assist                                                                                | MVP                                                                                   | Most Valuable Player                                                                  | Most Valuable Player                                                                  | Most Valuable Player                                                                  |

Alle statistiker er korrekte per slutningen af 1969-70 sæsonen, hvilke var den sidste sæson en spiller på listen spillede i NBA.
| Spiller       | Hold spillet for                                           | Pos | Pts    | Reb    | Ast   | Mesterskab(er)                                                        | MVP                              | All-Star | All-NBA | HoF  |
| ------------- | ---------------------------------------------------------- | --- | ------ | ------ | ----- | --------------------------------------------------------------------- | -------------------------------- | -------- | ------- | ---- |
| Bob Pettit    | Milwaukee / St. Louis Hawks (1954–1965)                    | F   | 20.880 | 12.849 | 2.369 | 1 (1958)                                                              | 2 (1956, 1959)                   | 11       | 11      | 1971 |
| Dolph Schayes | Syracuse Nationals / Philadelphia 76ers (1949–1964)        | F   | 18.438 | 11.256 | 3.072 | 1 (1955)                                                              | Ingen                            | 12       | 12      | 1973 |
| Paul Arizin   | Philadelphia Warriors (1950–1952, 1954–1962)               | F   | 16.266 | 6.129  | 1.665 | 1 (1956)                                                              | Ingen                            | 10       | 4       | 1978 |
| Joe Fulks     | Philadelphia Warriors (1946–1954)                          | F   | 8.003  | 1.379  | 587   | Ingen                                                                 | Ingen                            | 2        | 3       | 1978 |
| Bill Russell  | Boston Celtics (1956–1969)                                 | C   | 14.522 | 21.620 | 4.100 | 11 (1957, 1959, 1960, 1961, 1962, 1963, 1964, 1965, 1966, 1968, 1969) | 5 (1958, 1961, 1962, 1963, 1965) | 12       | 11      | 1975 |
| George Mikan  | Minneapolis Lakers (1948–1954, 1955–1956)                  | C   | 10.156 | 4.167  | 1.245 | 5 (1949, 1950, 1952, 1953, 1954)                                      | Ingen                            | 4        | 6       | 1959 |
| Bob Cousy     | Boston Celtics (1950–1963) Cincinnati Royals (1969–1970)   | G   | 16.960 | 4.786  | 6.955 | 6 (1957, 1959, 1960, 1961, 1962, 1963)                                | 1 (1957)                         | 13       | 12      | 1971 |
| Bill Sharman  | Washington Capitols (1950–1951) Boston Celtics (1951–1961) | G   | 12.665 | 2.779  | 2.101 | 4 (1957, 1959, 1960, 1961)                                            | Ingen                            | 8        | 7       | 1976 |
| Bob Davies    | Rochester Royals (1945–1955)                               | G   | 6.594  | 980    | 2.250 | 1 (1951)                                                              | Ingen                            | 4        | 4       | 1970 |
| Sam Jones     | Boston Celtics (1957–1969)                                 | G   | 15.411 | 4.305  | 2.209 | 10 (1959, 1960, 1961, 1962, 1963, 1964, 1965, 1966, 1968, 1969)       | Ingen                            | 5        | 3       | 1984 |

### Træner
Ved siden af spillerene, blev den bedste træner i ligaens historie også kåret.
| Træner       | Hold trænet                                                                                  | Kampe vundet-tabt (procent) | Mesterskab(er)                                           | Årets Træner | HoF  |
| ------------ | -------------------------------------------------------------------------------------------- | --------------------------- | -------------------------------------------------------- | ------------ | ---- |
| Red Auerbach | Washington Capitols (1946–1949) Tri-Cities Blackhawks (1949–1950) Boston Celtics (1950–1966) | 938–479 (.662)              | 9 (1957, 1959, 1960, 1961, 1962, 1963, 1964, 1965, 1966) | 1 (1965)     | 1969 |